# Альфред Маєр-Вальдек
Альфред Вільгельм Моріц Маєр, з квітня 1903 року — Маєр-Вальдек (нім. Alfred Wilhelm Moritz Meyer-Waldeck; 27 листопада 1864, Санкт-Петербург, Російська імперія — 25 серпня 1928, Бад-Кіссінген, Веймарська республіка) — німецький офіцер, віцеадмірал кайзерліхмаріне.

## Біографія
21 квітня 1884 року вступив у кайзерліхмаріне. Пройшов навчання на SMS Niobe і SMS Moltke. З 7 жовтня 1887 року служив на броненосці SMS König Wilhelm, з 6 квітня 1891 року — на SMS Kaiser, з 7 квітня по 30 вересня 1891 року — на бригу SMS Musquito, з 1 квітня 1892 року по 12 січня 1893 року — на SMS Gneisenau, потім — перший офіцер на SMS Wacht. З 3 серпня по 21 вересня 1897 року — командир торпедного катера. З 22 вересня 1897 року по 31 травня 1898 року навчався у Військово-морській академії в Кілі. З 1 травня 1899 року — перший офіцер на легкому крейсері SMS Geier, потім — на SMS Hyäne і на SMS Hagen, після чого до 28 січня 1905 року служив у Військово-морському штабі.
З 19 серпня 1911 по 7 листопада 1914 року — губернатор німецької колонії Цзяочжоу. Коли 23 серпня 1914 року Японська імперія оголосила Німеччині війну, Маєр-Вальдек відправив імператору Вільгельму II телеграму: «Залишаюся на посаді до останнього!». Після капітуляції Циндао разом з іншими німецькими і австро-угорськими військовополоненими був поміщений в концтабір Бандо в районі міста Наруто в Японії, де перебував до 1920 року. Після повернення в Німеччину вийшов у відставку.

## Сім'я
11 жовтня 1898 року одружився з Йоганною Маргаритою Ней (1880—1964) в Шарлоттенбурзі. В пари народились син і 2 дочки.

## Оцінка сучасників
В своїх мемуарах Альфред фон Тірпіц відзначав: «Циндао здався, лише коли остання граната вилетіла з гармати. Коли 30 000 ворогів почали генеральний штурм, який не міг уже бути відбитий артилерією, постало питання про те, чи повинні ми допустити побиття залишків німців на вулицях неукріпленого міста. Губернатор прийняв правильне рішення і капітулював.»

## Звання
- Кадет (21 квітня 1884)
- Морський кадет (16 квітня 1885)
- Унтерлейтенант-цур-зее без патенту (16 квітня 1887) — 3 жовтня 1888 року отримав патент.
- Лейтенант-цур-зее (15 грудня 1890)
- Капітан-лейтенант (12 квітня 1897)
- Корветтен-капітан (28 березня 1903)
- Фрегаттен-капітан (15 жовтня 1907)
- Капітан-цур-зее (27 січня 1909)
- Контрадмірал (30 січня 1920; офіційно 22 березня 1915)
- Віцеадмірал (30 січня 1920; офіційно 27 січня 1918)

## Нагороди
- Орден Червоного орла
  - 4-го класу
  - 3-го класу з бантом
- Орден Корони (Пруссія) 4-го, 3-го і 2-го класу
  - 2-го класу (6 червня 1912)
- Столітня медаль
- Китайська медаль (1901)
- Орден Генріха Лева, командорський хрест 1-го класу
- Орден Подвійного дракона 2-го ступеня, 1-й клас (Китай)
- Орден «Золотий колосок», великий хрест (Китай)
- Орден Святої Анни 3-го ступеня (Російська імперія)
- Орден Святого Станіслава 2-го ступеня (Російська імперія)
- Орден Франца Йосифа, великий хрест (Австро-Угорщина)
- Залізний хрест 2-го і 1-го класу
- Орден «За заслуги» (Баварія) 2-го класу з мечами